# Villas de la Estancia
Villas de la Estancia es una localidad del estado mexicano de Guanajuato. Es parte del municipio de Apaseo el Grande. Fue fundada el 15 de octubre de 2012.

## Demografía
| Censo | Población |
| ----- | --------- |
| 2020  | 15 064    |